# Comuna Tritenii de Jos, Cluj
Tritenii de Jos (în trecut Tritiul de Jos, în maghiară Alsódetrehem) este o comună în județul Cluj, Transilvania, România, formată din satele Clapa, Colonia, Pădureni, Tritenii de Jos (reședința), Tritenii de Sus și Tritenii-Hotar.

## Așezare
Comuna este amplasată in bazinul Văii Tritiului, afluent al Văii Bolduțului, la 59 km de Cluj-Napoca și la 16 km de Câmpia Turzii.

## Date geografice
Limitrofă județului Mureș, comuna cuprinde 6 localități: Clapa, Colonia, Pădureni, Tritenii de Jos, Tritenii de Sus, Tritenii-Hotar.
Altitudinile maxime ating 525 m la "Țigla Fântânelelor"; pe interfluvii coboară la 300 m.

## Demografie
Componența etnică a comunei Tritenii de Jos
     Români (87,92%)
     Maghiari (6,33%)
     Alte etnii (0%)
     Necunoscută (5,75%)
Componența confesională a comunei Tritenii de Jos
     Ortodocși (77,01%)
     Penticostali (7,14%)
     Reformați (6,73%)
     Martori ai lui Iehova (2,1%)
     Alte religii (1,06%)
     Necunoscută (5,95%)
Conform recensământului efectuat în 2021, populația comunei Tritenii de Jos se ridică la 3.950 de locuitori, în scădere față de recensământul anterior din 2011, când fuseseră înregistrați 4.240 de locuitori. Majoritatea locuitorilor sunt români (87,92%), cu o minoritate de maghiari (6,33%), iar pentru 5,75% nu se cunoaște apartenența etnică. Din punct de vedere confesional, majoritatea locuitorilor sunt ortodocși (77,01%), cu minorități de penticostali (7,14%), reformați (6,73%) și martori ai lui Iehova (2,1%), iar pentru 5,95% nu se cunoaște apartenența confesională.

## Politică și administrație
Comuna Tritenii de Jos este administrată de un primar și un consiliu local compus din 13 consilieri. Primarul, Septimiu-Gabriel Mărginean[*], de la Alianța Dreapta Unită, este în funcție din 1 noiembrie 2024. Începând cu alegerile locale din 2024, consiliul local are următoarea componență pe partide politice:
|  | Partid                                 | Consilieri | Componența Consiliului | Componența Consiliului | Componența Consiliului | Componența Consiliului |
|  | -------------------------------------- | ---------- | ---------------------- | ---------------------- | ---------------------- | ---------------------- |
|  | Partidul Național Liberal              | 4          |                        |                        |                        |                        |
|  | Alianța Dreapta Unită                  | 4          |                        |                        |                        |                        |
|  | Alianța pentru Unirea Românilor        | 2          |                        |                        |                        |                        |
|  | Partidul Social Democrat               | 2          |                        |                        |                        |                        |
|  | Uniunea Democrată Maghiară din România | 1          |                        |                        |                        |                        |

### Evoluție istorică
De-a lungul timpului populația comunei a evoluat astfel:

## Istoric
În comuna Tritenii de Jos au fost cercetate 3 situri arheologice:
- La poalele dealului "Cetatea Văii" s-au găsit fragmente din epoca bronzului și din epoca romană. Din epoca romană provin mai multe morminte.
- În apropiere de Tritenii de Jos s-a descoperit o așezare din epoca fierului.
- Spre Țigăreni s-a găsit o altă așezare romană.

### Monumente istorice
Următoarele obiective au fost înscrise pe Lista monumentelor istorice din județul Cluj, elaborată de Ministerul Culturii din România în anul 2015:
- Situl arheologic din punctul “Valea Scroafei” (sec. II-III, epoca romană) (cod LMI CJ-I-s-A-07206).
- ”Villa rustica” din punctul “Țigăreni” (sec. II-III, epoca romană) (cod LMI CJ-I-s-A-07207).

### Mănăstire
Pe Harta Iosefină a Transilvaniei din 1769-1773 (Sectio 110) la circa 1,5 km sud-est de sat este marcat amplasamentul unei mănăstiri izolate (“Monostor”).

### Monument dispărut
- Biserica "Adormirea Maicii Domnului" din satul Tritenii de Jos este înscrisă pe "Lista monumentelor istorice dispărute", elaborată de Ministerul Culturii și Cultelor în anul 2004 (datare: sec. XVII, cod 13B0541)[12].

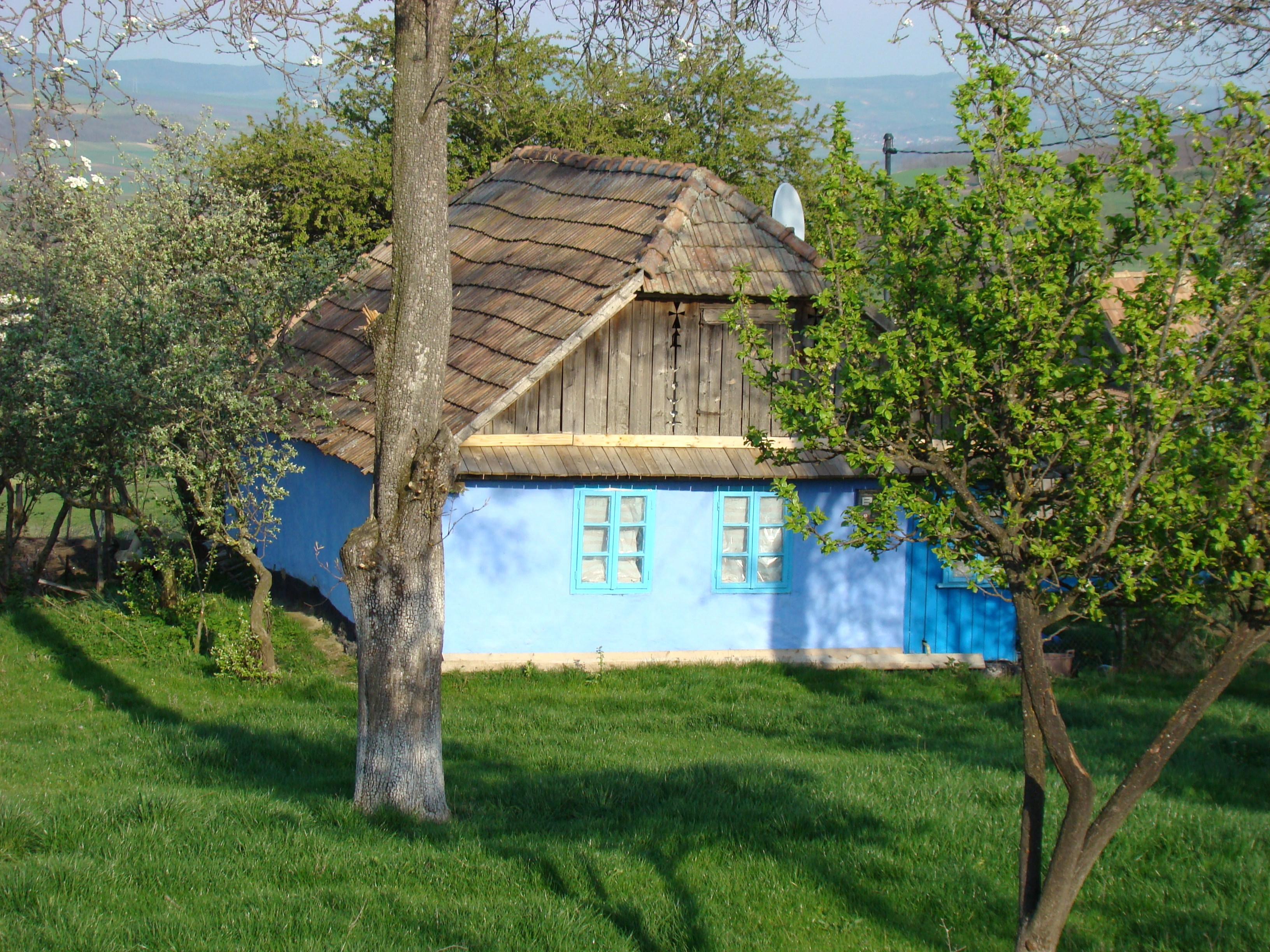
Casa scriitorului Pavel Dan din satul Clapa

## Obiective turistice
- Clapa, casa nr.358 (casa memorială a scriitorului Pavel Dan, înscrisă pe lista monumentelor istorice din județul Cluj 2010).

## Personalități
- Pavel Dan, scriitor
- Ion Cristoreanu, interpret de muzică populară
- Ghiță Mureșan, baschetbalist

## Imagini

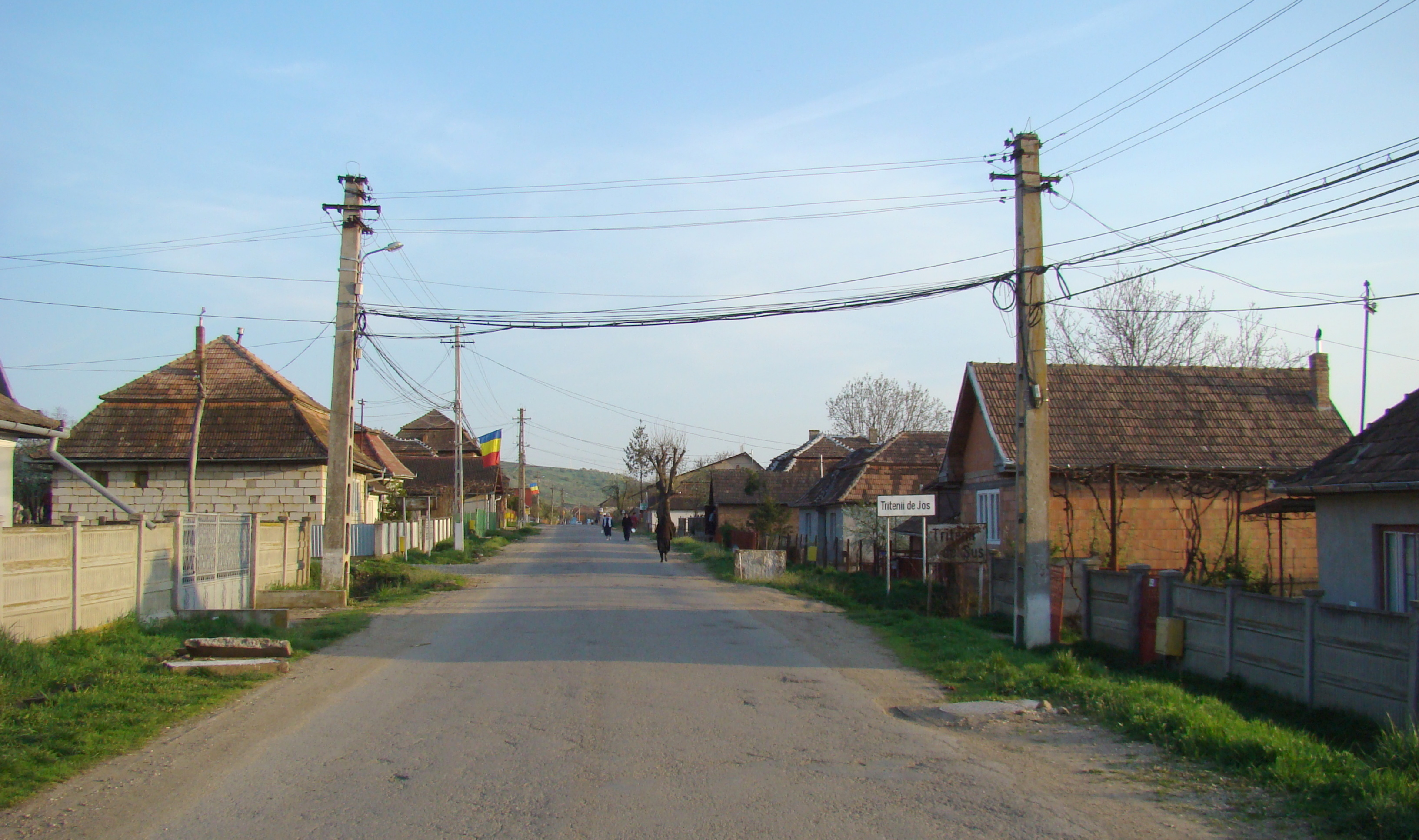
Intrarea în satul Tritenii de Jos
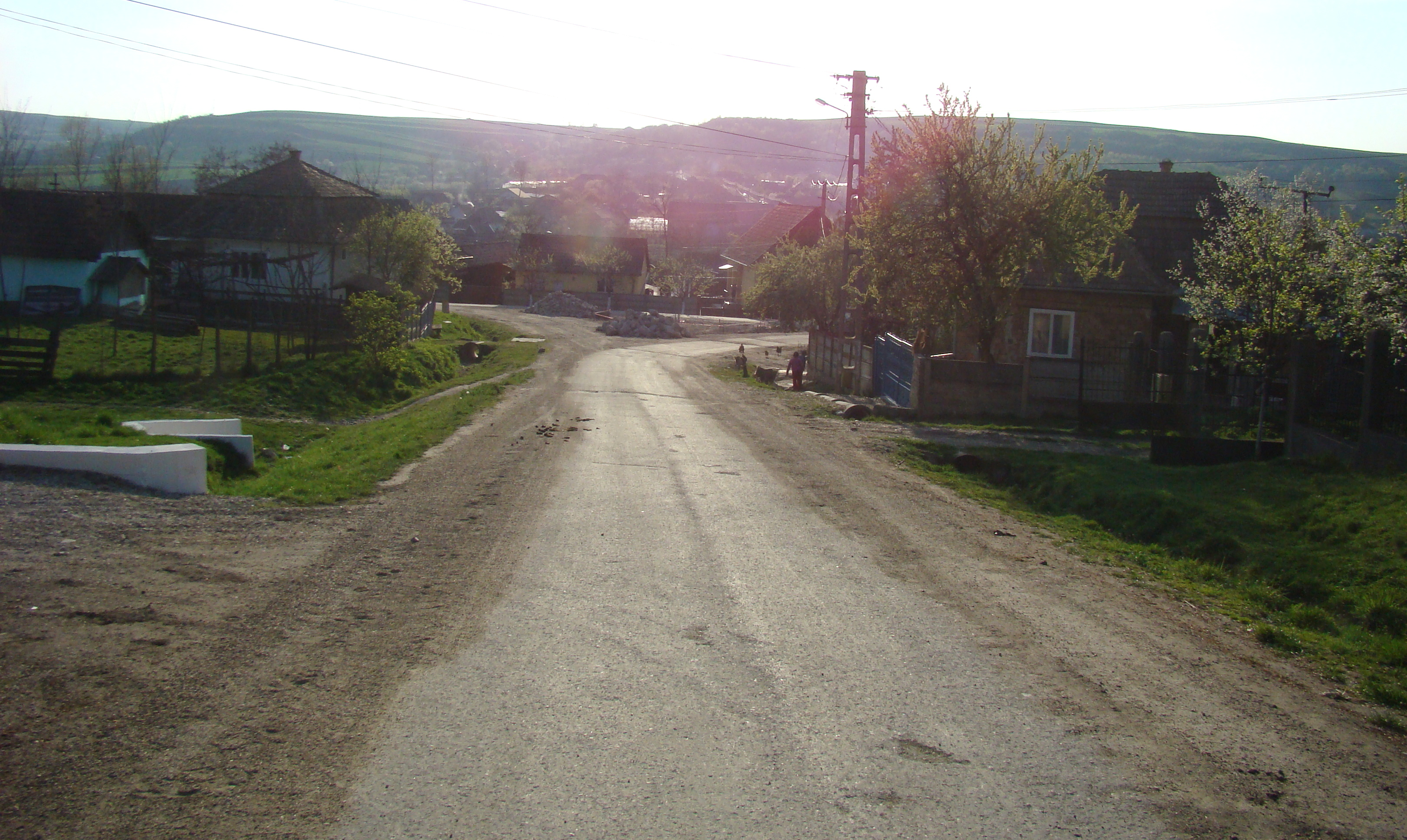
Tritenii de Jos
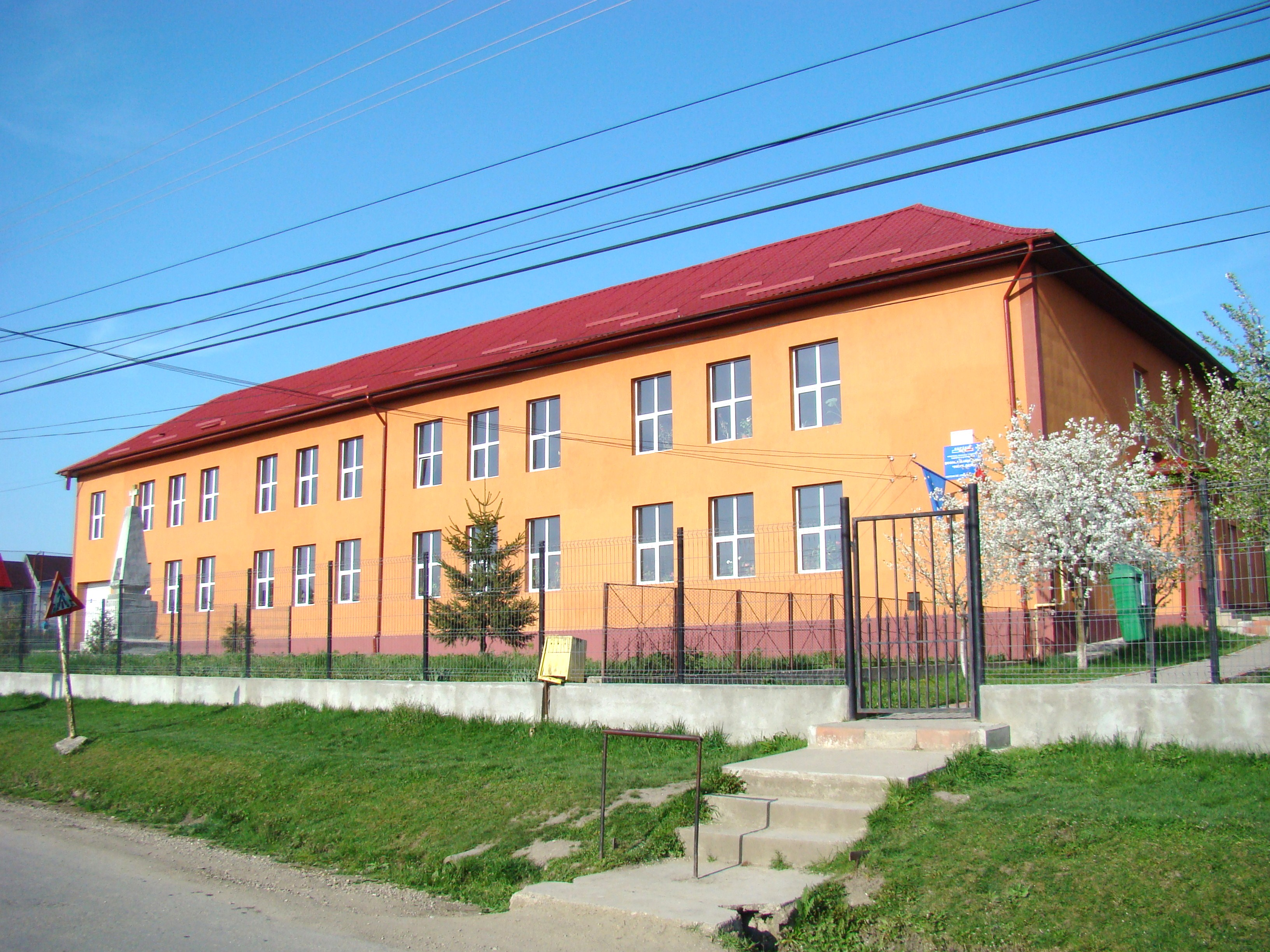
Școala
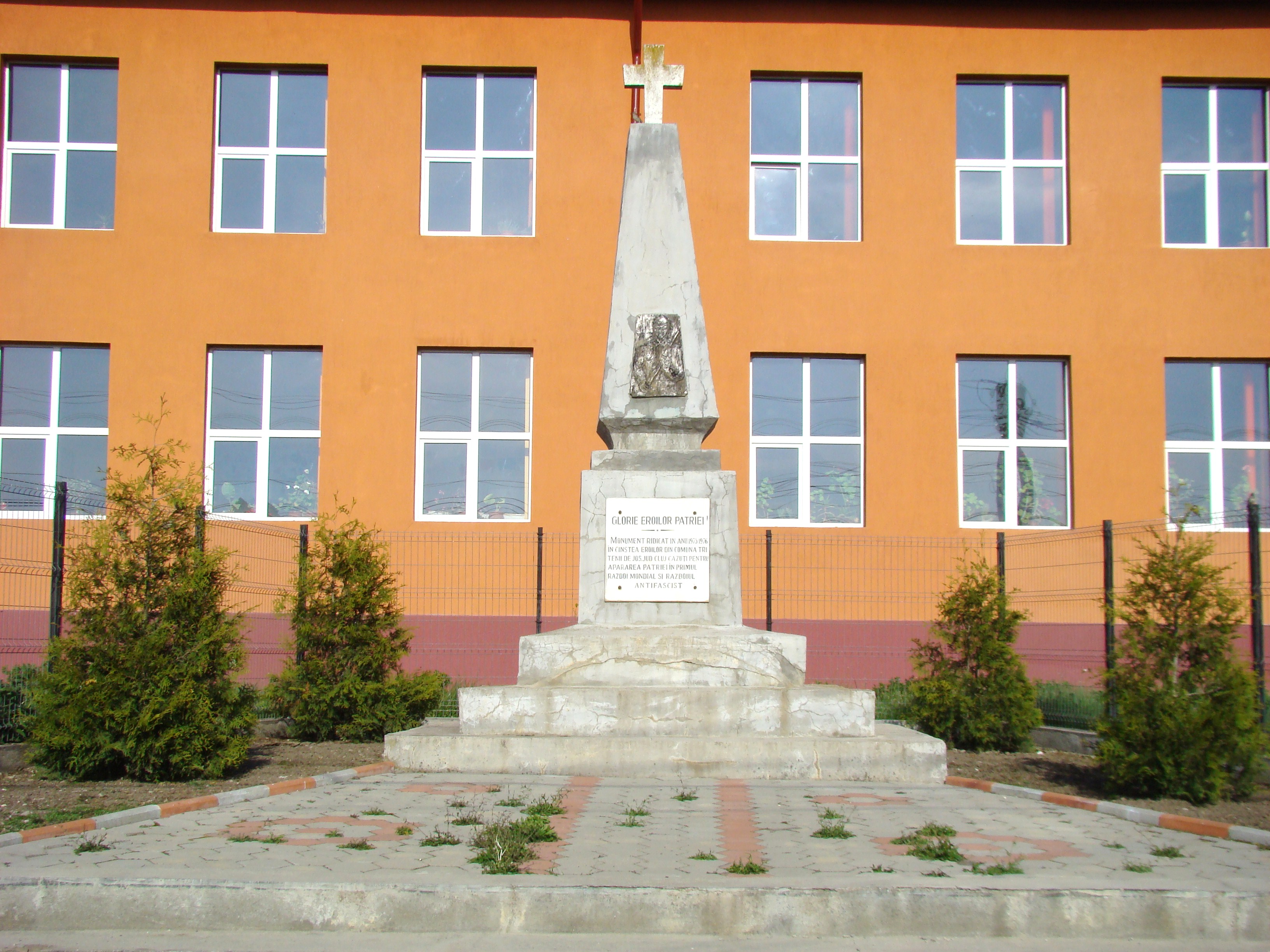
Monumentul Eroilor
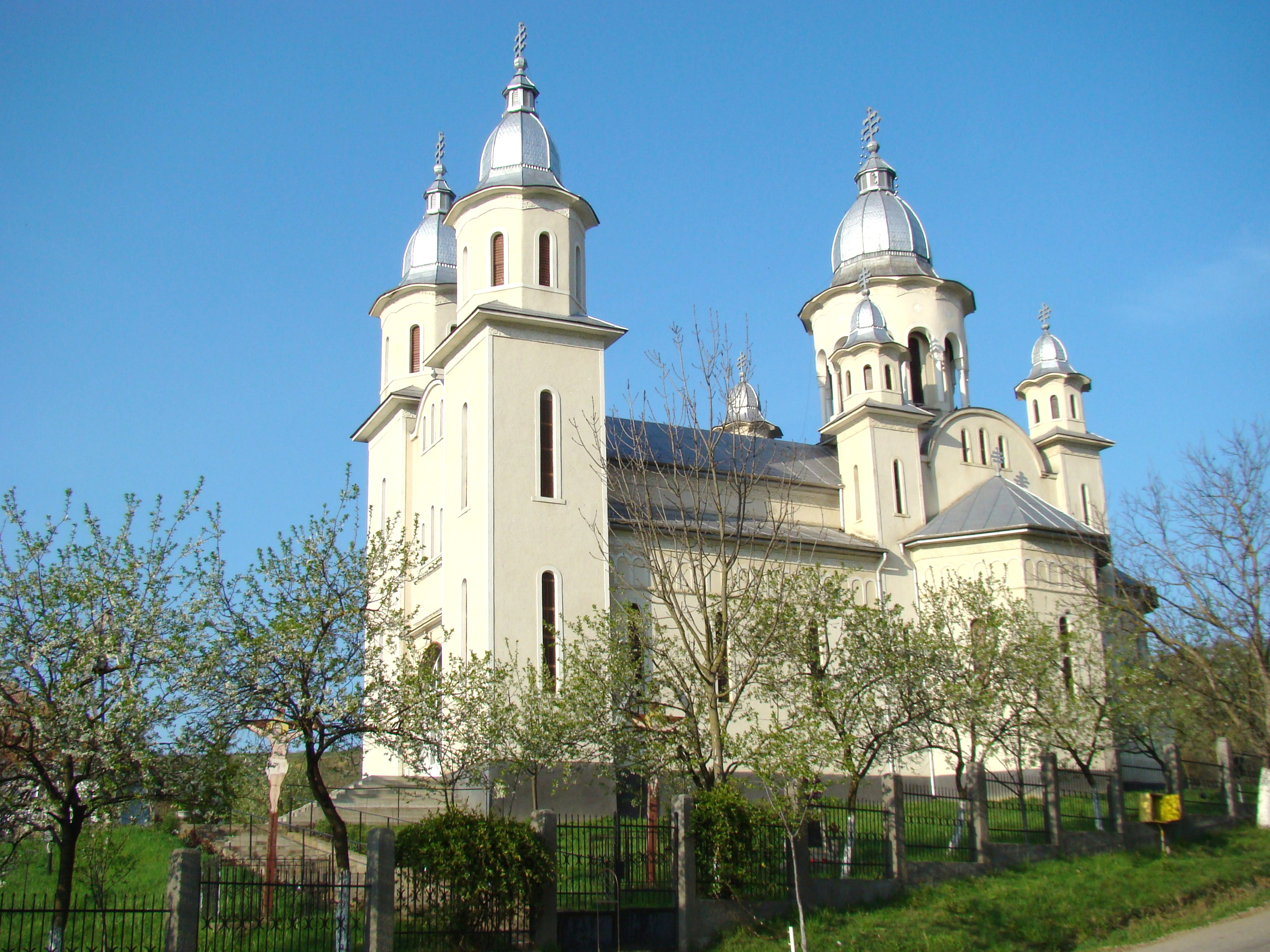
Biserica ortodoxă din satul Tritenii de Jos
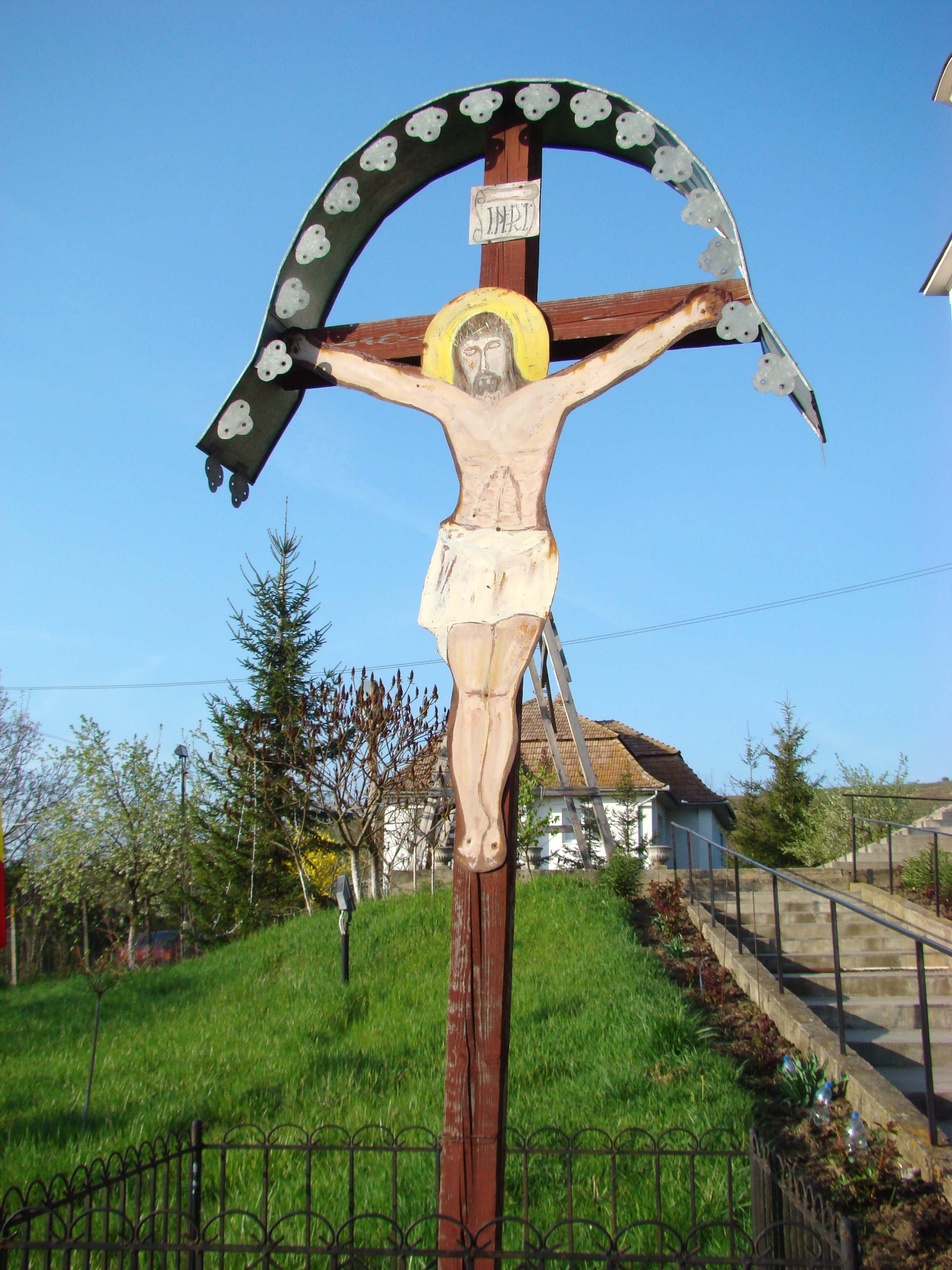
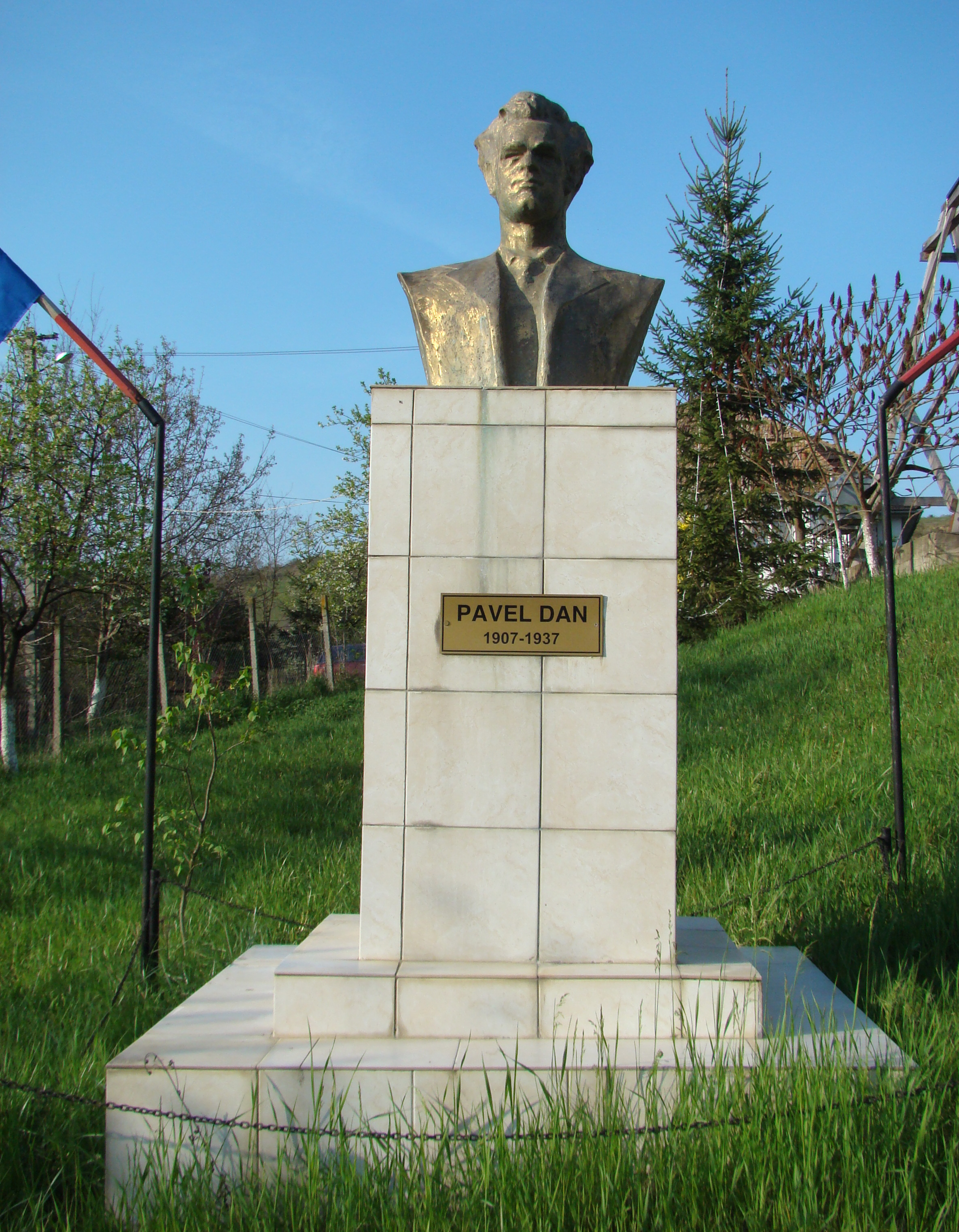
Bustul scriitorului Pavel Dan din Tritenii de Jos
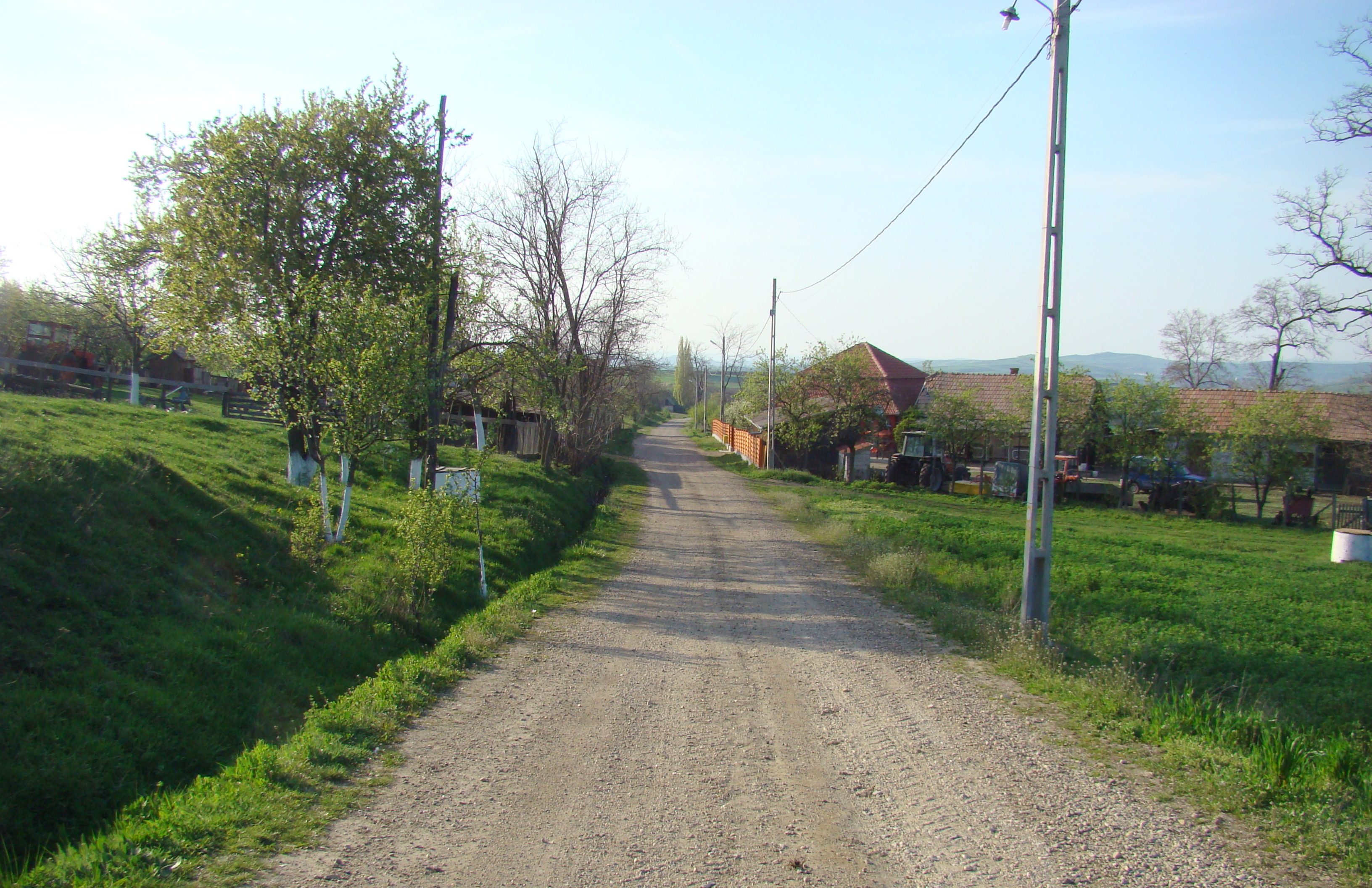
Clapa
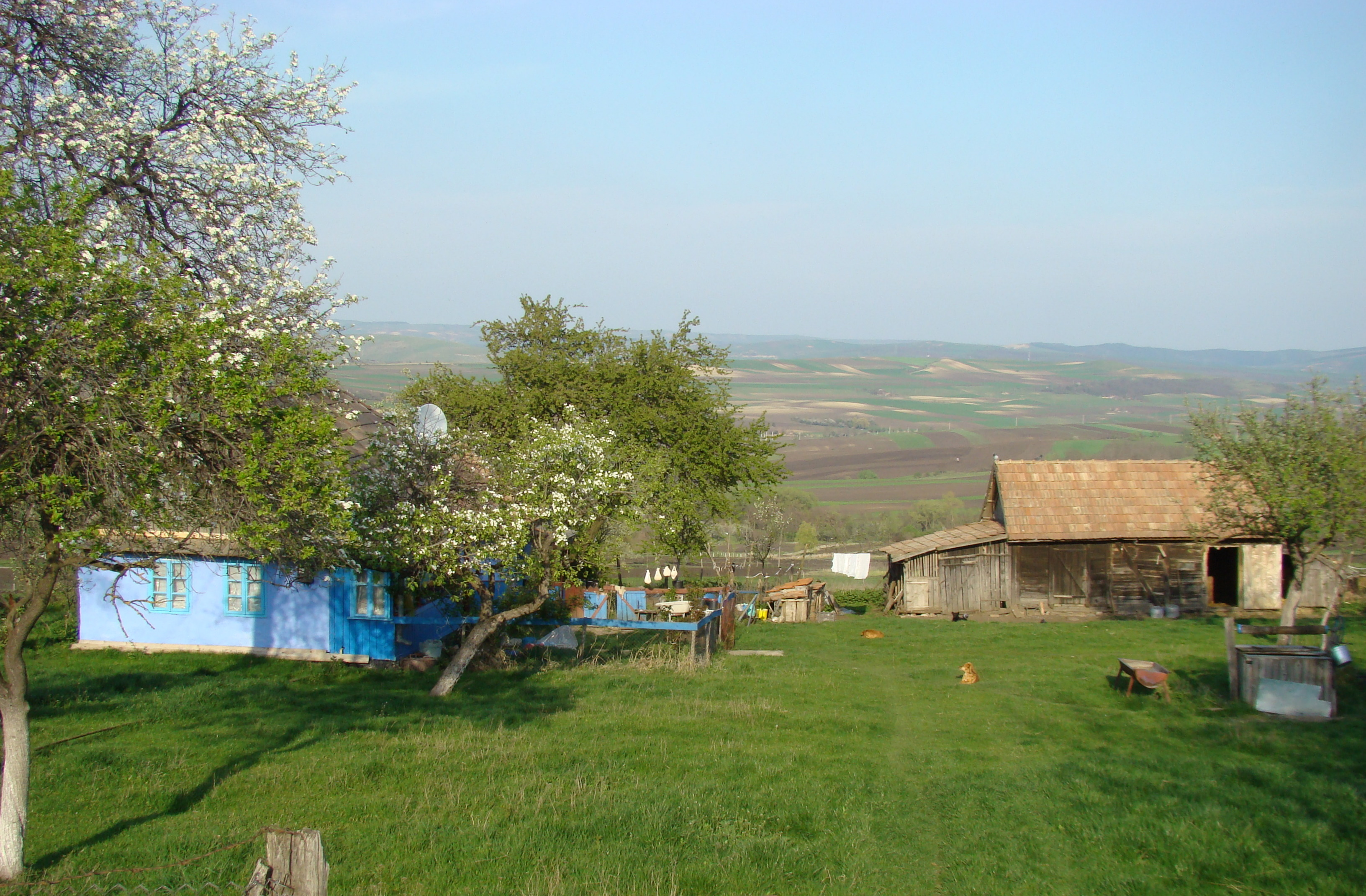
Casa scriitorului Dan Pavel din Clapa
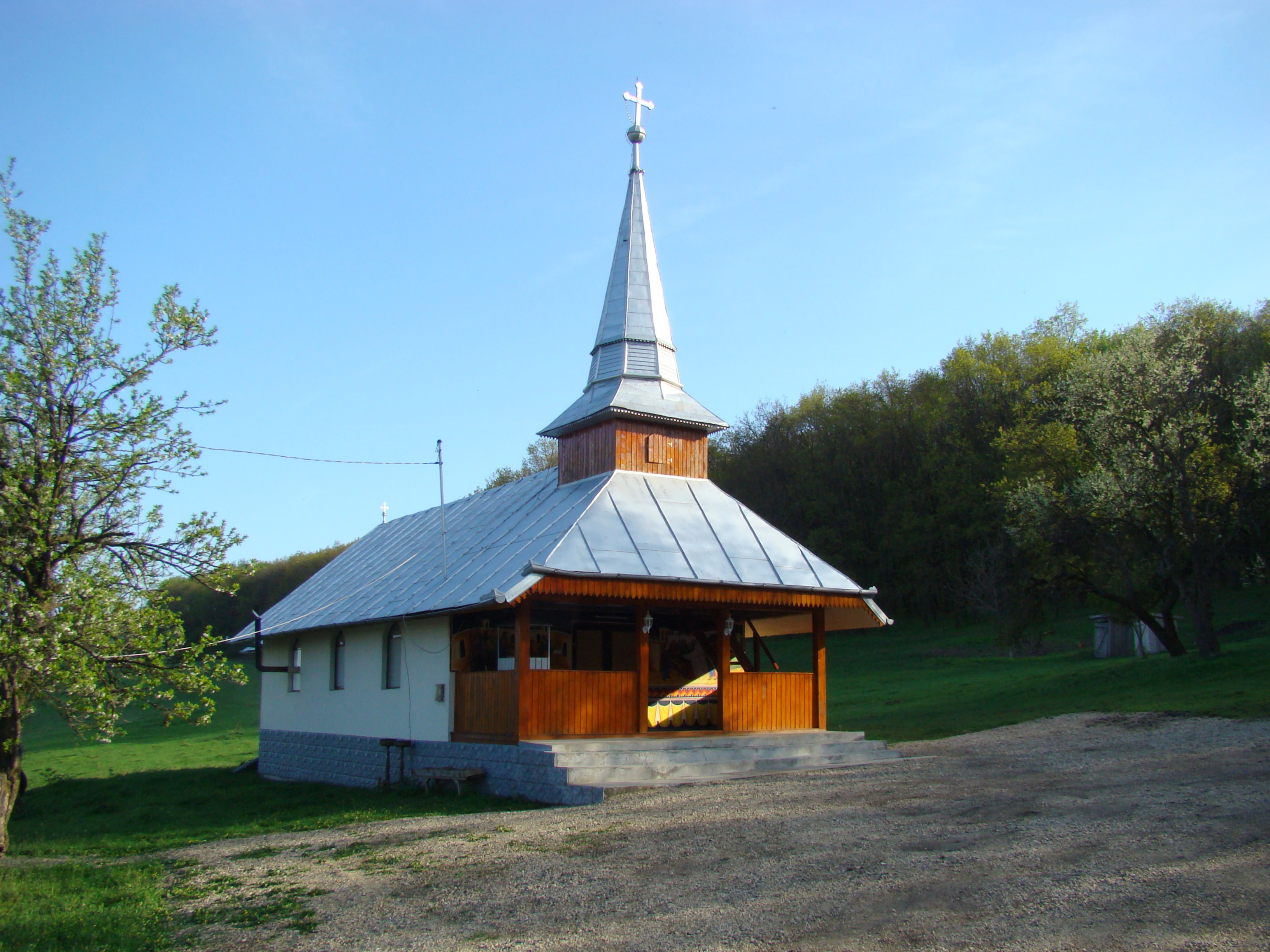
Biserica de lemn din Pădureni-Hotar
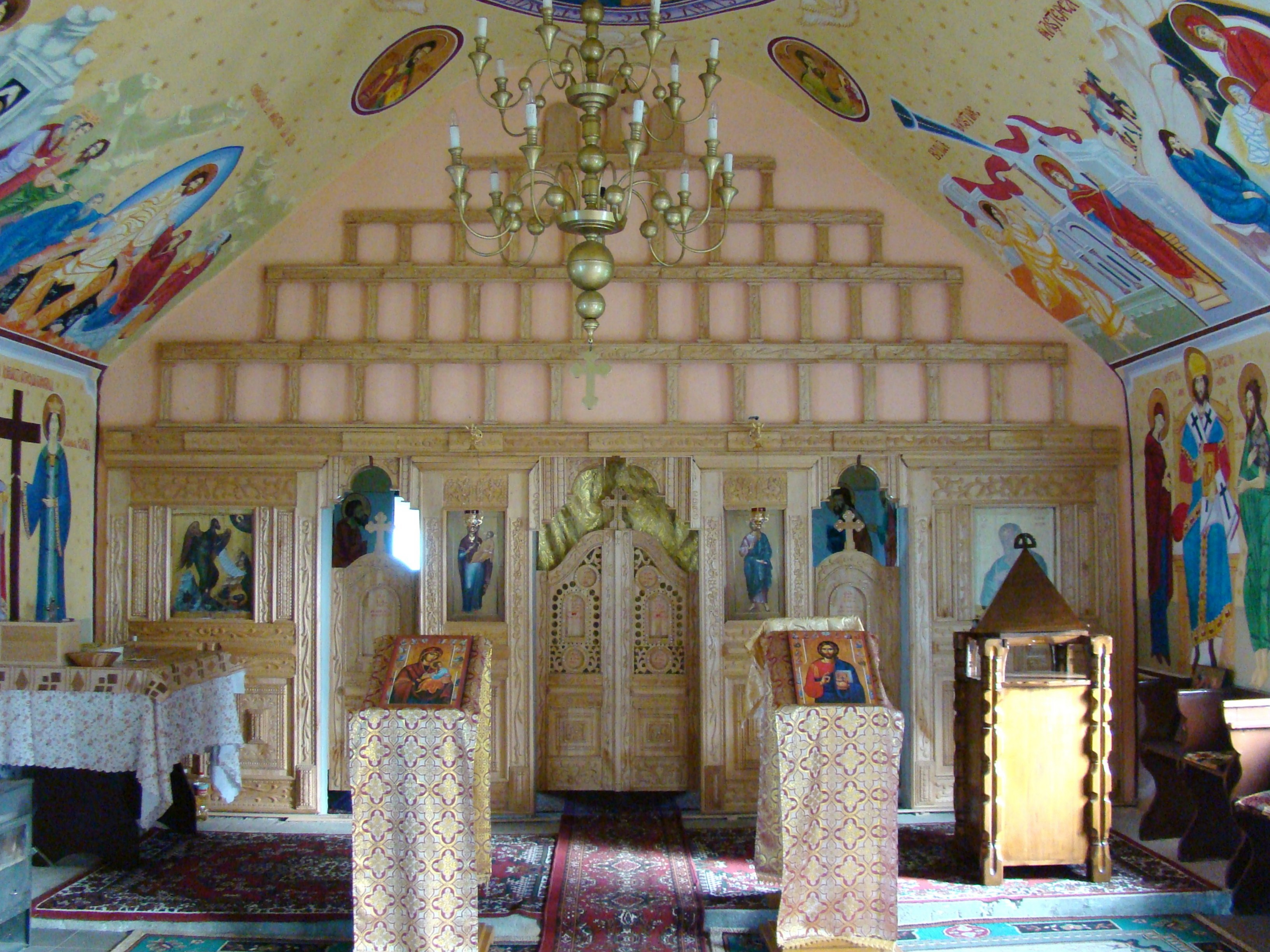
Interior
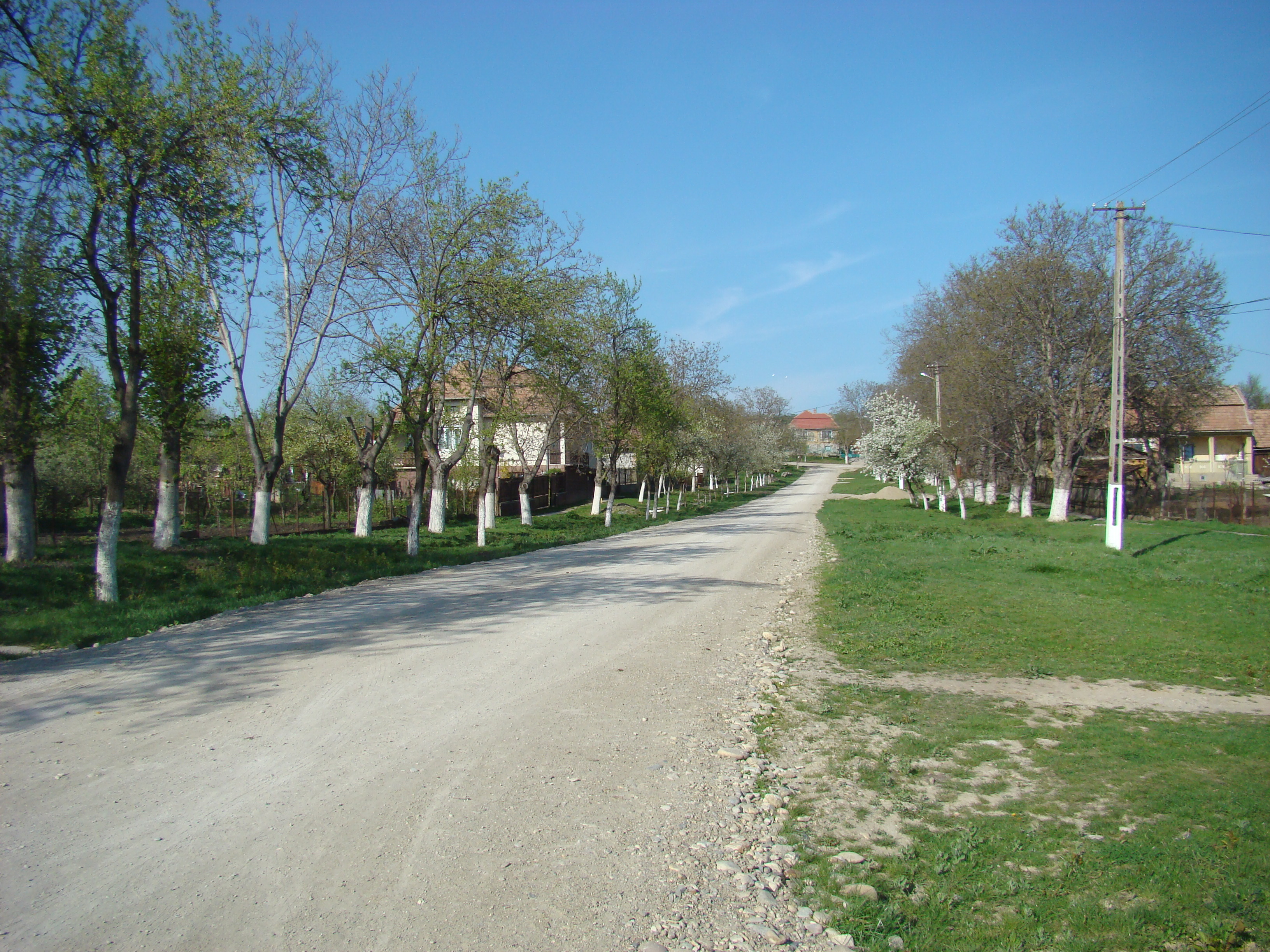
Tritenii-Colonie
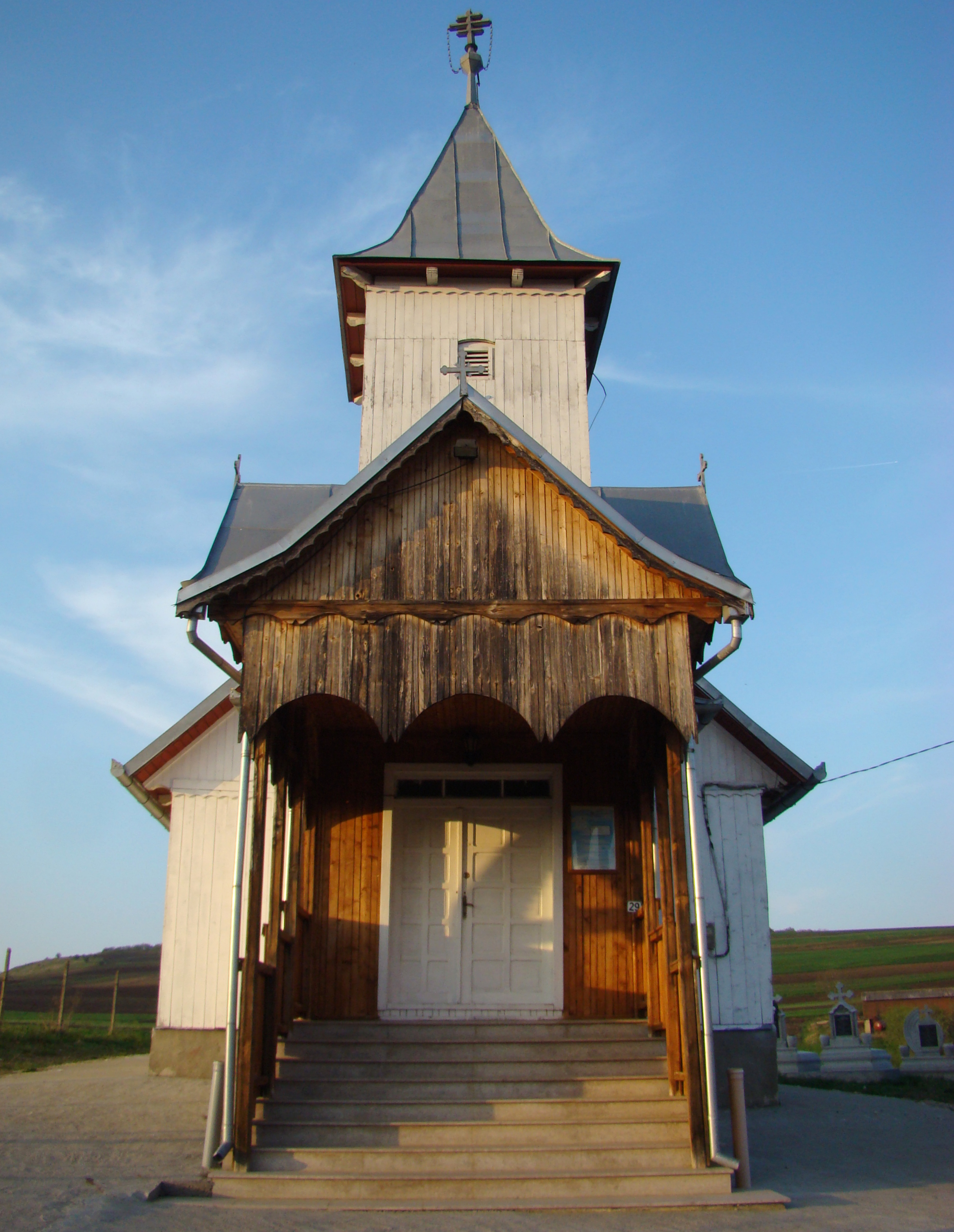
Biserica ortodoxă „Sfinţii Trei Ierarhi“
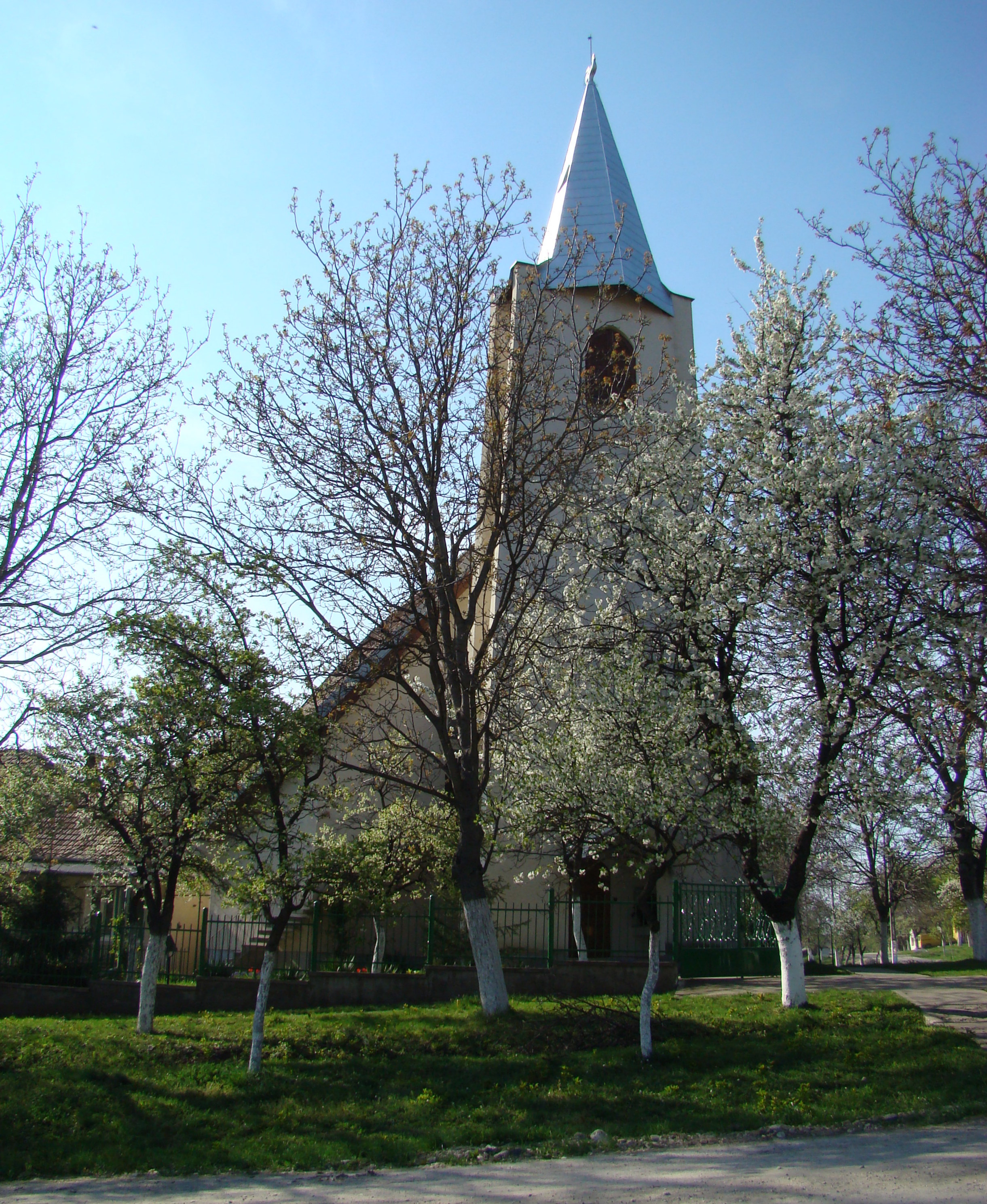
Biserica reformată din Tritenii-Colonie
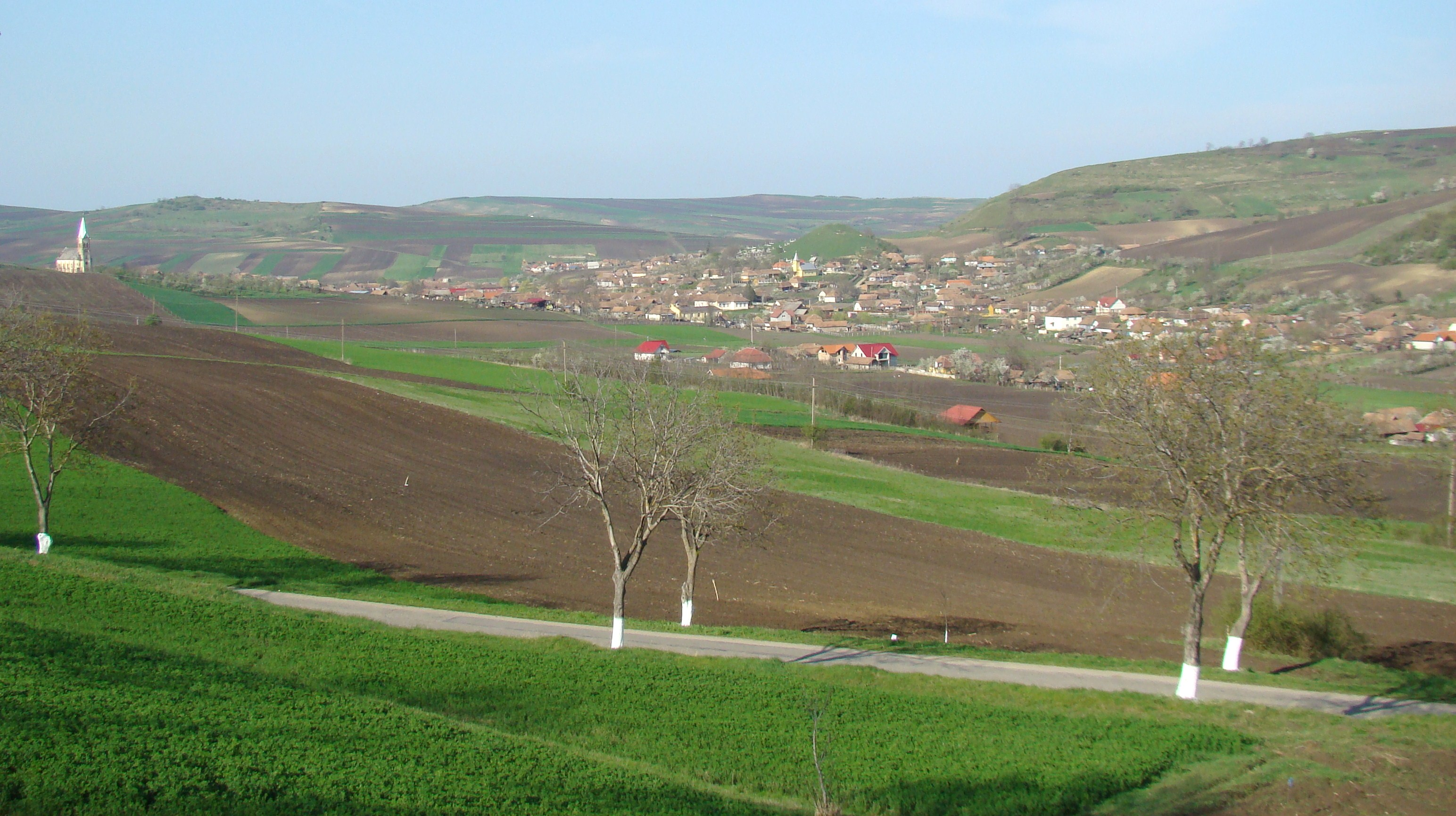
Satul Tritenii de Sus
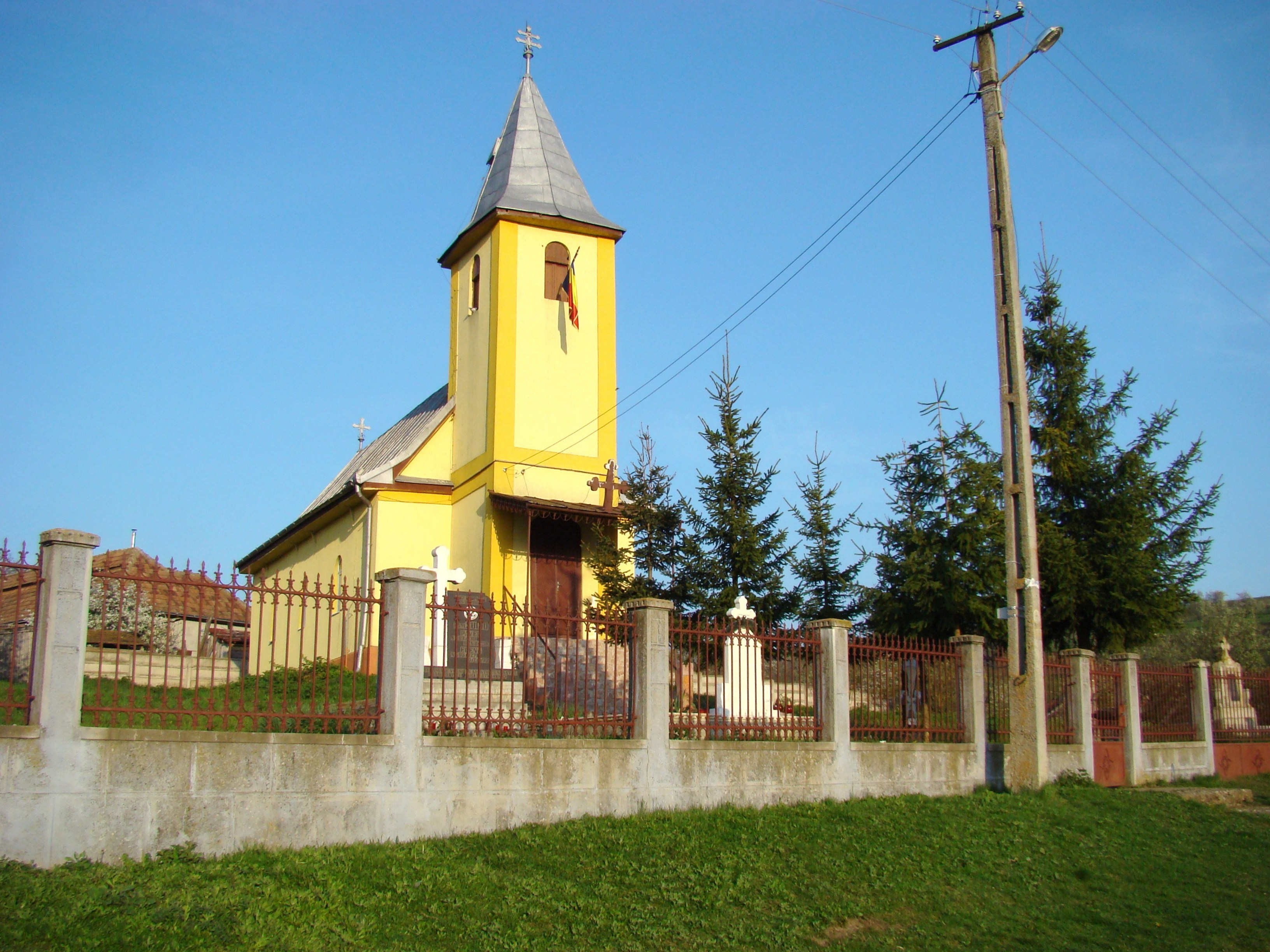
Biserica ortodoxă din satul Tritenii de Sus
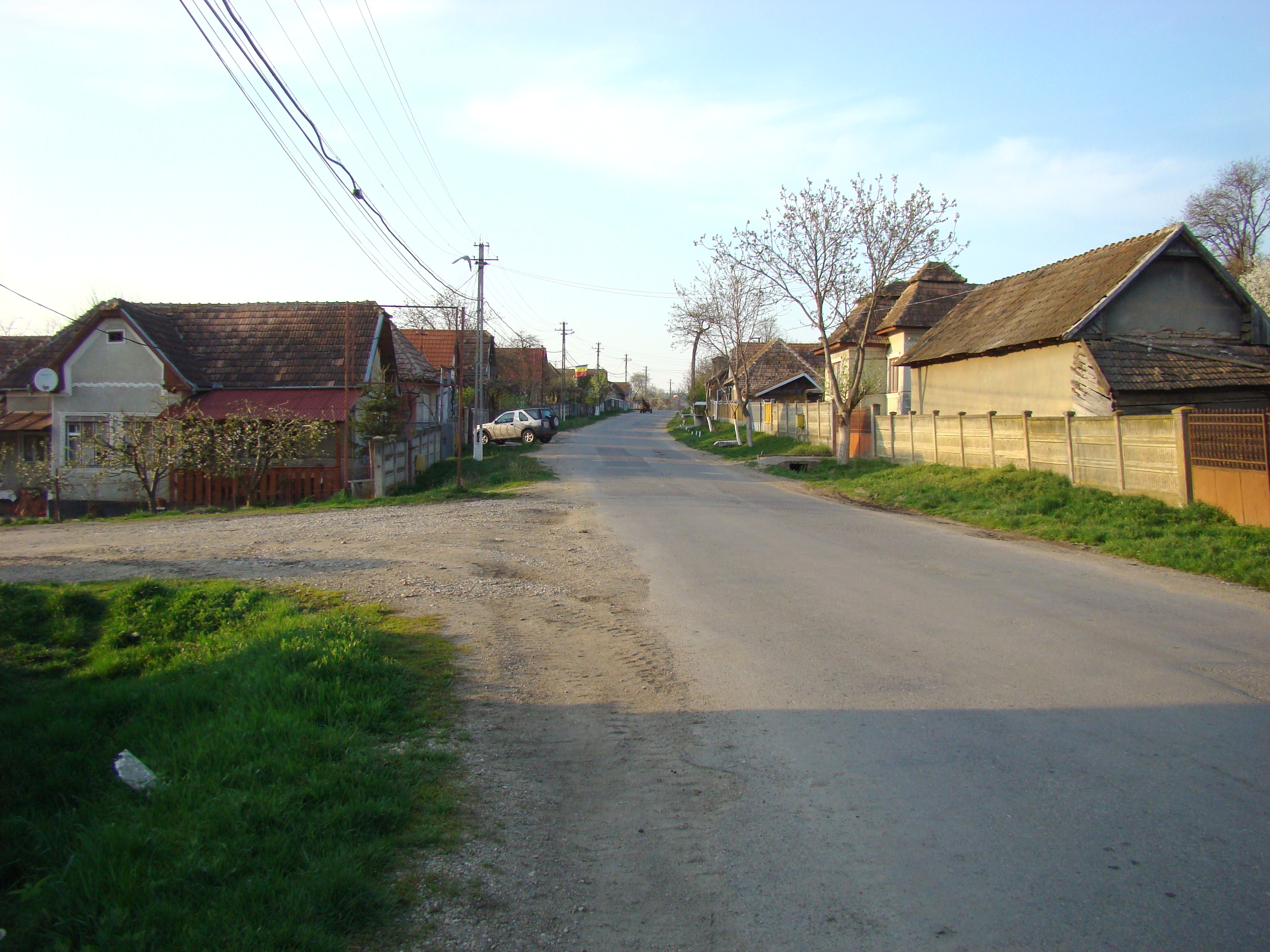
Tritenii de Sus
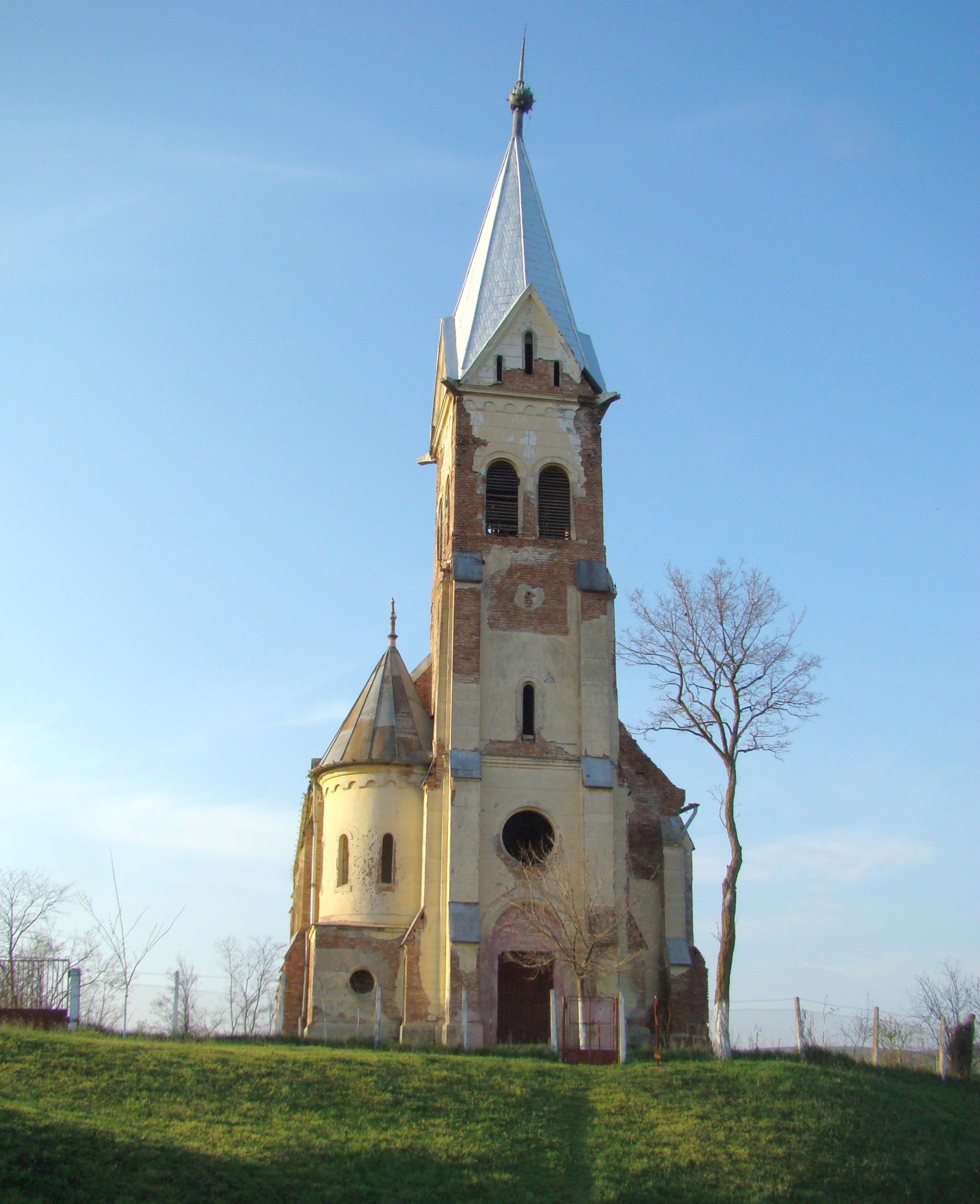
Biserica reformată din satul Tritenii de Sus